# Nuoto ai campionati mondiali di nuoto 2011 - 50 metri rana maschili
La specialità dei 50 metri rana maschili ai campionati mondiali di nuoto 2011 si è svolta presso lo Shanghai Oriental Sports Center di Shanghai, in Cina.
Le qualifiche per la semifinale si sono svolte la mattina del 26 luglio 2011, mentre la semifinale si è svolta la sera dello stesso giorno. La finale, invece, si è svolta la sera del 27 luglio 2011.

## Medaglie
| Posizione | Atleta                | Paese     |
| --------- | --------------------- | --------- |
| Oro       | Felipe França Silva   | Brasile   |
| Argento   | Fabio Scozzoli        | Italia    |
| Bronzo    | Cameron van der Burgh | Sudafrica |

## Record
Prima della manifestazione il record del mondo (WR) e il record dei campionati (CR) erano i seguenti.
| Record mondiale       | 26"67 | Cameron van der Burgh Sudafrica | 29 luglio 2009 Roma, Italia |
| Record dei campionati | 26"67 | Cameron van der Burgh Sudafrica | 29 luglio 2009 Roma, Italia |

Nel corso della competizione non sono stati migliorati record.

## Batterie
| Pos. | Atleta                  | Nazionalità         | Tempo | Batteria | Corsia | Note         |
| ---- | ----------------------- | ------------------- | ----- | -------- | ------ | ------------ |
| 1    | Felipe França Silva     | Brasile             | 27.19 | 6        | 4      |              |
| 2    | Matjaz Markic           | Slovenia            | 27.36 | 5        | 3      |              |
| 3    | Damir Dugonjič          | Slovenia            | 27.47 | 7        | 5      |              |
| 4    | Mark Gangloff           | Stati Uniti         | 27.49 | 7        | 6      |              |
| 5    | Alexander Dale Oen      | Norvegia            | 27.51 | 6        | 6      |              |
| 6    | Glenn Snyders           | Nuova Zelanda       | 27.52 | 6        | 2      |              |
| 7    | Cameron van der Burgh   | Sudafrica           | 27.58 | 7        | 4      |              |
| 8    | Hendrik Feldwehr        | Germania            | 27.67 | 5        | 4      |              |
| 9    | Dragoș Agache           | Romania             | 27.75 | 6        | 3      |              |
| 10   | Fabio Scozzoli          | Italia              | 27.84 | 6        | 5      |              |
| 10   | Aleksandr Triznov       | Russia              | 27.84 | 7        | 7      |              |
| 12   | Petr Bartunek           | Rep. Ceca           | 27.86 | 4        | 6      |              |
| 13   | Brenton Rickard         | Australia           | 27.89 | 5        | 5      |              |
| 14   | Caba Siladji            | Serbia              | 27.93 | 6        | 7      |              |
| 15   | Lennart Stekelenburg    | Paesi Bassi         | 27.95 | 7        | 3      |              |
| 16   | Vladislav Polyakov      | Kazakistan          | 28.00 | 7        | 8      |              |
| 17   | Ryō Tateishi            | Giappone            | 28.01 | 5        | 2      |              |
| 18   | Barry Murphy            | Irlanda             | 28.13 | 5        | 6      |              |
| 19   | Gu Biaorong             | Cina                | 28.14 | 4        | 4      |              |
| 19   | Giedrius Titenis        | Lituania            | 28.14 | 6        | 1      |              |
| 21   | Edgar Crespo            | Panama              | 28.15 | 4        | 7      |              |
| 22   | Alirezaei Dizicheh      | Iran                | 28.18 | 5        | 1      |              |
| 23   | Andrew Dickens          | Canada              | 28.19 | 7        | 2      |              |
| 24   | Rodion Davelaar         | Antille Olandesi    | 28.21 | 4        | 1      |              |
| 25   | Amini Fonua             | Tonga               | 28.23 | 3        | 4      |              |
| 26   | Nabil Kebbab            | Algeria             | 28.25 | 4        | 8      |              |
| 27   | Malick Fall             | Senegal             | 28.33 | 6        | 8      |              |
| 28   | Dawid Szulich           | Polonia             | 28.34 | 4        | 5      |              |
| 29   | Filipp Provorkov        | Estonia             | 28.39 | 4        | 3      |              |
| 30   | Jakob Dorch             | Svezia              | 28.42 | 4        | 2      |              |
| 31   | Valerii Dymo            | Ucraina             | 28.44 | 7        | 1      |              |
| 32   | Iisakki Ratilainen      | Finlandia           | 28.58 | 5        | 8      |              |
| 33   | Laurent Carnol          | Lussemburgo         | 28.63 | 3        | 5      |              |
| 34   | Indra Gunawan           | Indonesia           | 28.81 | 5        | 7      |              |
| 35   | Tomas Klobucnik         | Slovacchia          | 28.95 | 3        | 6      |              |
| 36   | Julian Fletcher         | Bermuda             | 29.11 | 3        | 7      |              |
| 37   | Diego Santander         | Cile                | 29.85 | 3        | 3      |              |
| 38   | Mubarak Al Besher       | Emirati Arabi Uniti | 30.02 | 2        | 4      |              |
| 39   | Andrea Agius            | Malta               | 30.47 | 3        | 1      |              |
| 40   | Shajahan Ali            | Bangladesh          | 30.88 | 3        | 2      |              |
| 41   | Mamadou Fofana          | Mali                | 32.03 | 2        | 7      |              |
| 42   | Ponloeu Hem Thon        | Cambogia            | 33.48 | 2        | 2      |              |
| 43   | Fdingue Ekane           | Camerun             | 34.34 | 2        | 1      |              |
| 44   | Ganzi Semu Mugula       | Uganda              | 34.38 | 2        | 6      |              |
| 45   | Ruslan Oliftaev         | Tagikistan          | 37.56 | 2        | 3      |              |
| 46   | Mohamed Osman           | Gibuti              | 37.60 | 3        | 8      |              |
| 47   | Yao Messa Amegbeto      | Togo                | 41.43 | 1        | 3      |              |
| 48   | Mohamed Mamaiv Sani     | Niger               | 41.86 | 1        | 4      |              |
| 49   | Iourhanta Mohamed Osman | Gibuti              | 43.37 | 2        | 5      |              |
| 50   | Razak Marafa            | Niger               | 47.58 | 2        | 8      |              |
| -    | Mohamed Camara          | Guinea              |       | 1        | 5      | squalificato |

## Semifinali
| Pos. | Atleta                | Nazionalità   | Tempo | Batteria | Corsia | Note |
| ---- | --------------------- | ------------- | ----- | -------- | ------ | ---- |
| 1    | Cameron van der Burgh | Sudafrica     | 26.90 | 2        | 6      |      |
| 2    | Felipe França Silva   | Brasile       | 26.95 | 2        | 4      |      |
| 3    | Alexander Dale Oen    | Norvegia      | 27.33 | 2        | 3      |      |
| 4    | Fabio Scozzoli        | Italia        | 27.37 | 1        | 2      |      |
| 5    | Damir Dugonjič        | Slovenia      | 27.51 | 2        | 5      |      |
| 5    | Lennart Stekelenburg  | Paesi Bassi   | 27.51 | 2        | 8      |      |
| 7    | Hendrik Feldwehr      | Germania      | 27.53 | 1        | 6      |      |
| 8    | Mark Gangloff         | Stati Uniti   | 27.57 | 1        | 5      |      |
| 9    | Glenn Snyders         | Nuova Zelanda | 27.64 | 1        | 3      |      |
| 10   | Matjaz Markic         | Slovenia      | 27.71 | 1        | 4      |      |
| 10   | Dragoș Agache         | Romania       | 27.71 | 2        | 2      |      |
| 12   | Aleksandr Triznov     | Russia        | 27.73 | 2        | 7      |      |
| 13   | Brenton Rickard       | Australia     | 27.80 | 2        | 1      |      |
| 14   | Vladislav Polyakov    | Kazakistan    | 27.81 | 1        | 8      |      |
| 15   | Petr Bartunek         | Rep. Ceca     | 27.87 | 1        | 7      |      |
| 16   | Caba Siladji          | Serbia        | 27.89 | 1        | 1      |      |

## Finale
| Pos. | Atleta                | Nazionalità | Tempo | Corsia | Note |
| ---- | --------------------- | ----------- | ----- | ------ | ---- |
|      | Felipe França Silva   | Brasile     | 27.01 | 5      |      |
|      | Fabio Scozzoli        | Italia      | 27.17 | 6      |      |
|      | Cameron van der Burgh | Sudafrica   | 27.19 | 4      |      |
| 4    | Hendrik Feldwehr      | Germania    | 27.41 | 1      |      |
| 5    | Alexander Dale Oen    | Norvegia    | 27.43 | 3      |      |
| 6    | Mark Gangloff         | Stati Uniti | 27.58 | 8      |      |
| 7    | Lennart Stekelenburg  | Paesi Bassi | 27.65 | 7      |      |
| 8    | Damir Dugonjič        | Slovenia    | 28.00 | 2      |      |